# إشاعة حب (فلم)
إشاعة حب فيلم مصري كوميدي رومانسي من إنتاج عام 1960، بطولة عمر الشريف وسعاد حسني ويوسف وهبي، إخراج فطين عبد الوهاب.
قصة الفيلم مقتبسة عن مسرحية حديث المدينة (The Whole Town's Talking) لجون إمرسون وأنيتا لوس.

## قصة الفيلم
تدور أحداث الفيلم حول «حسين» (عمر الشريف) الشاب الخجول المرتبك الغارق في حب ابنة عمه «سميحة» (سعاد حسني) في الوقت الذي لا تعيره هي اهتماما، وتحب ابن خالتها «لوسي» الشاب الذي يجيد الرقص والغناء، ولكن عم حسين «عبد القادر النشاشجي» (يوسف وهبي) معجب بشخصيته يبدأ في تحويله ظاهريا إلى شخصية أخرى تستطيع أن تجذب بنته عن طريق رسم خطة ماكرة بأن ينشر إشاعة أن حسين على علاقة بهند رستم الممثلة الشهيرة.

## طاقم التمثيل
- عمر الشريف: (حسين)
- سعاد حسني: (سميحة)
- يوسف وهبي: (عبد القادر)
- عبد المنعم إبراهيم: (محروس)
- إحسان شريف: (بهيجة)
- جمال رمسيس: (لوسي)

- هند رستم: (ضيفة شرف بشخصيتها الحقيقية)
- عادل هيكل: (ضيف شرف بشخصيته الحقيقية)
- وداد حمدي: (فلة الخادمة)
- أحمد فرحات: (بشخصيته الحقيقية)
- الدكتور شديد: (بشخصيته الحقيقية)
- رجاء الجداوي: (صديقة سميحة)
- آمال رمزي: (صديقة سميحة)
- زينات علوي: (الراقصة)
- حسين إسماعيل: (الطباخ)
- عبد الغني النجدي: (سائق الحنطور)

## فريق العمل
- إخراج: فطين عبد الوهاب
- سيناريو: محمد أبو يوسف، علي الزرقاني
- حوار: محمد أبو يوسف
- إنتاج: جمال الليثي
- توزيع: دولار فيلم
- مونتاج: حسين أحمد
- نيجاتيف: أنجا وميلا
- مركب الفيلم: حسن الجنايني
- مدير التصوير: كمال كريم
- تم التصوير في ستوديو مصر
- نم الطبع والتحميض في ستوديو مصر

## وصلات خارجية
- مقالات تستعمل روابط فنية بلا صلة مع ويكي بيانات
- صفحة الفيلم في قاعدة بيانات الأفلام العربية